# Сокиринський парк
Соки́ринський парк — парк-пам'ятка садово-паркового мистецтва загальнодержавного значення в Україні. Розташований у селі Сокиринці Срібнянського району Чернігівської області.
Площа 40 га. Статус дано згідно з рішенням Ради міністрів УРСР від 29.05.1960 року № 105. Перебуває у віданні: Сокиринський професійний аграрний ліцей.
Входить до складу Сокиринського архітектурно-паркового комплексу.

## Історія
Початкове планування було виконане в 1823—1825 роках садівником І. Є. Бістельдом за участю архітектора П. А. Дубровського. У 1826—1831 роках роботами керував Ределе, потім Христіані, Янічек.

## Опис
Статус парку-пам'ятки садово-паркового мистецтва був даний з метою збереження та охорони парку, створеного в період з кінця XVIII — початку XIX сторіч на базі вікового дібровного лісу.
Ландшафт був доповнений спорудами: дві альтанки, церква з дзвіницею, каплиця (не збереглася), колодязь, дамба, містки (червоний та готичний), скульптури. Композиційними складовими парку є ставок, виритий за течією Удаю, «Свята долина» — подовжена долина з крутими схилами, поросла густою деревоподібною рослинністю.

## Природа

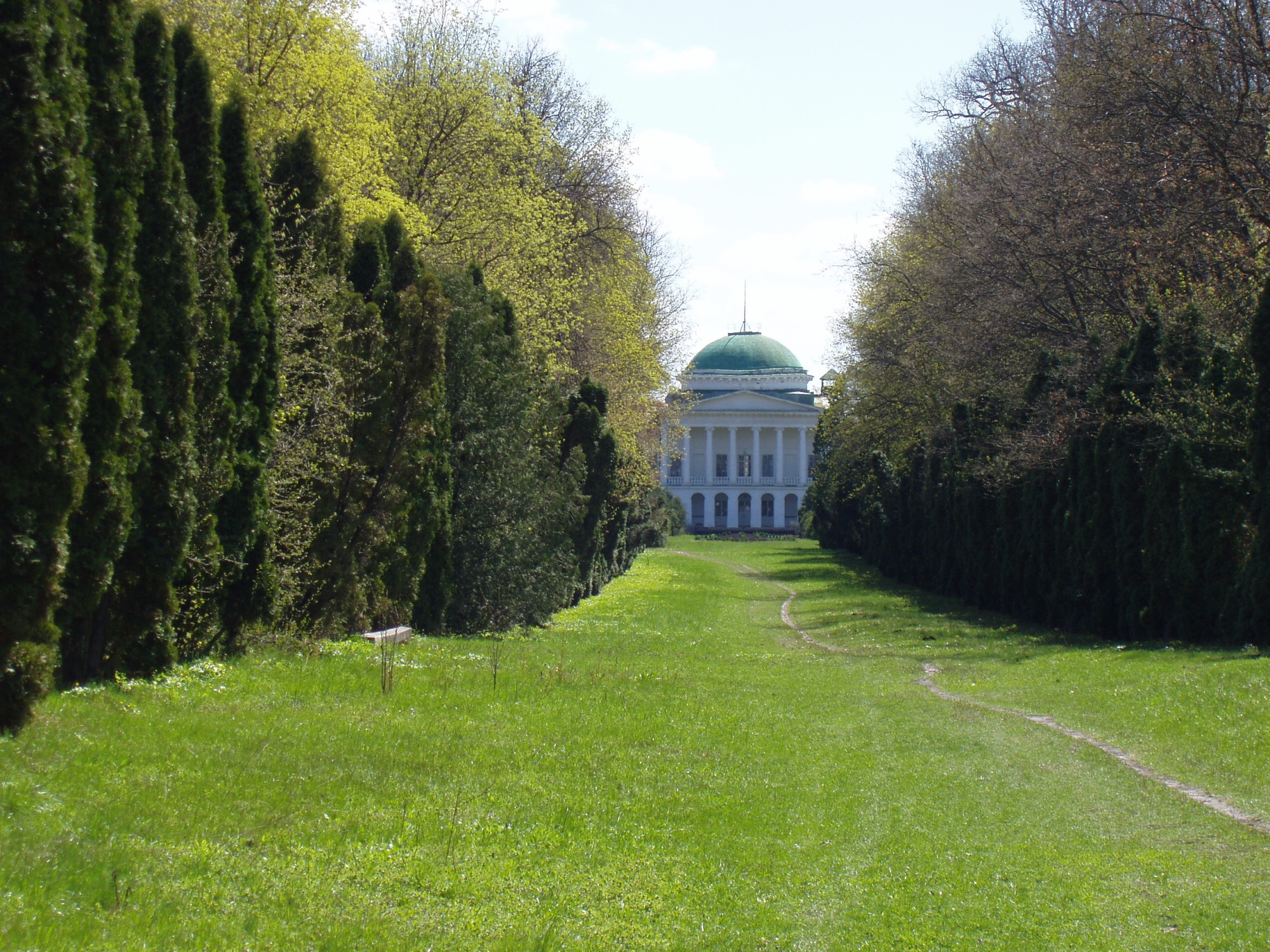
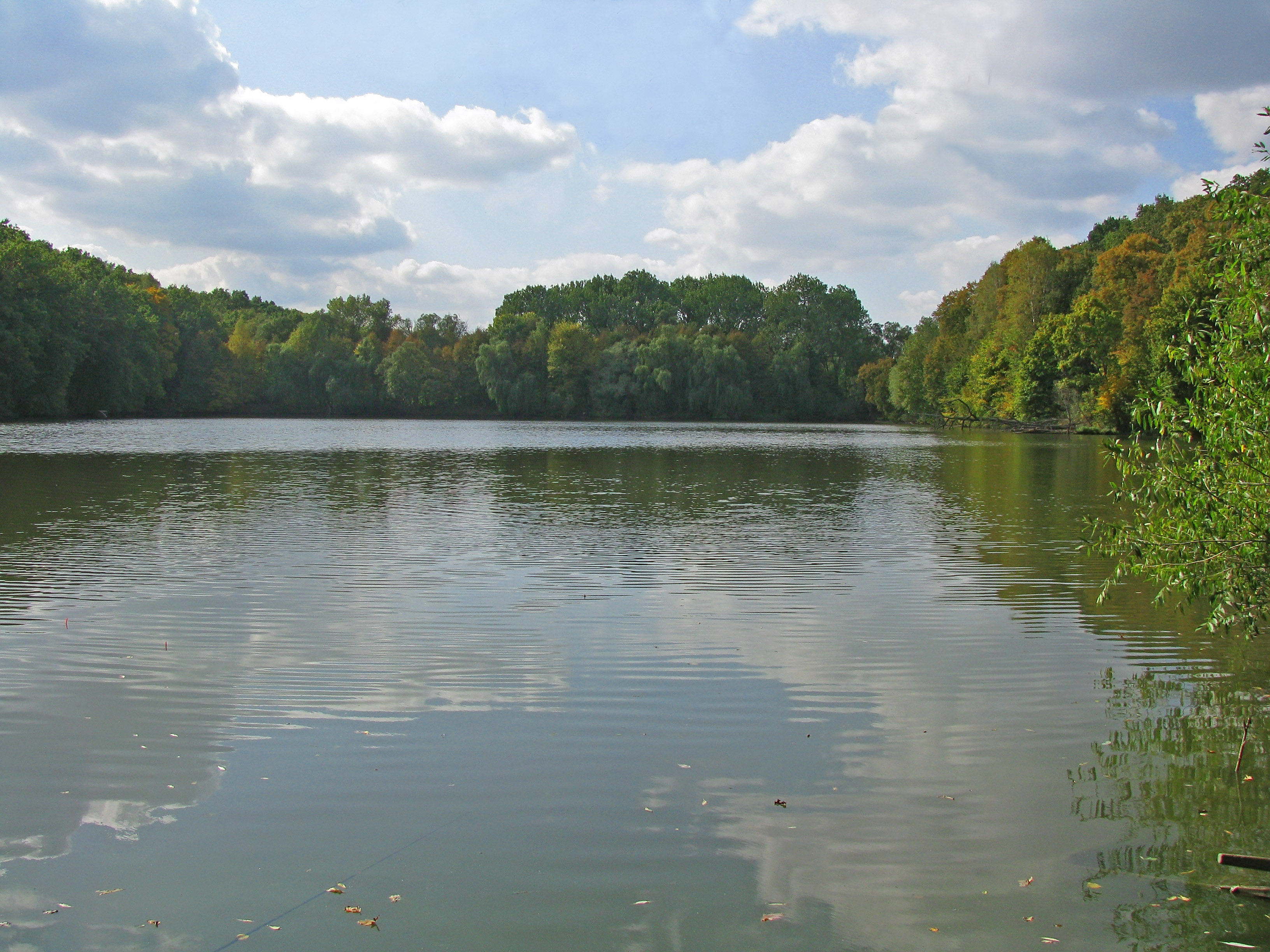
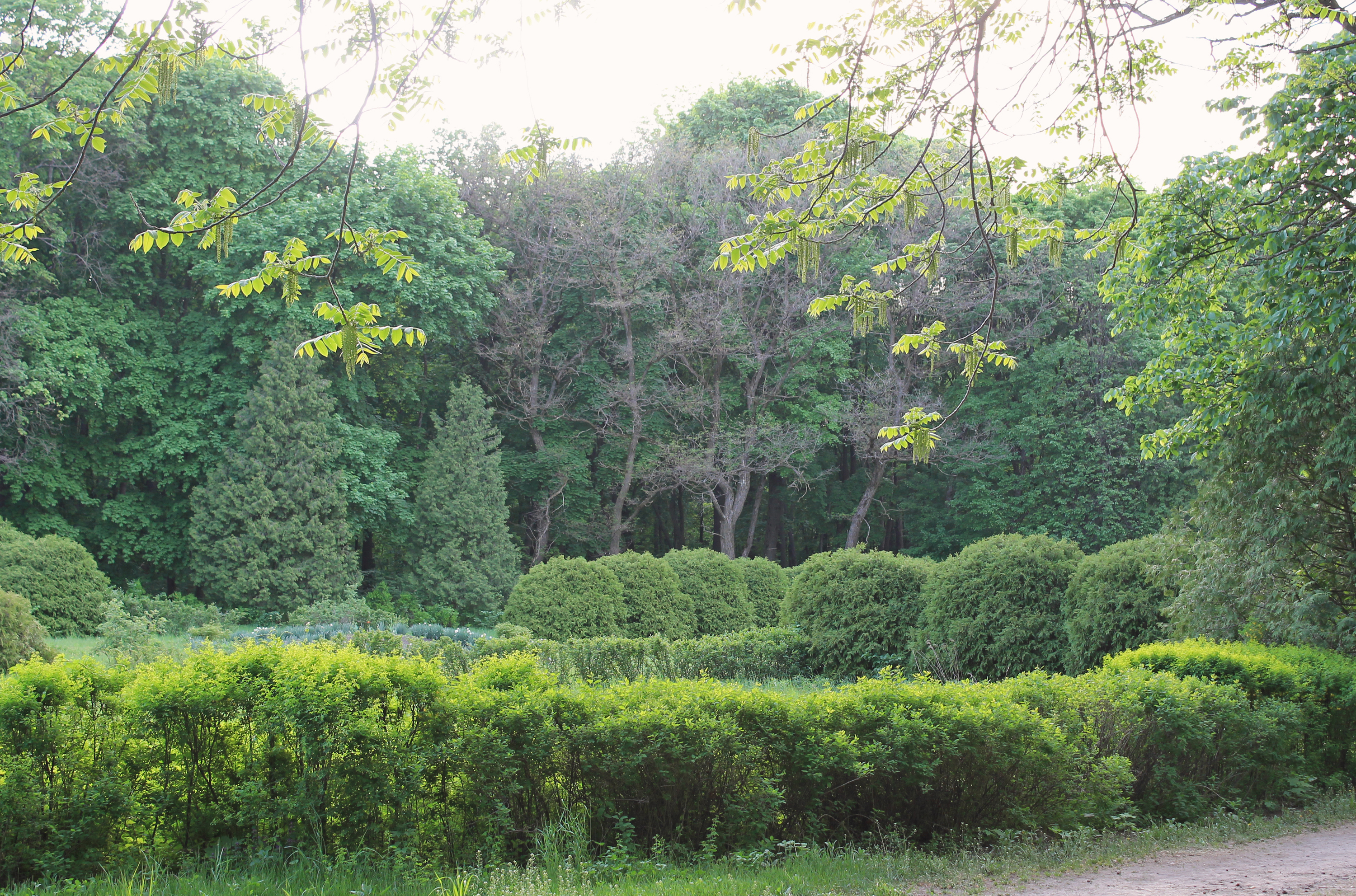
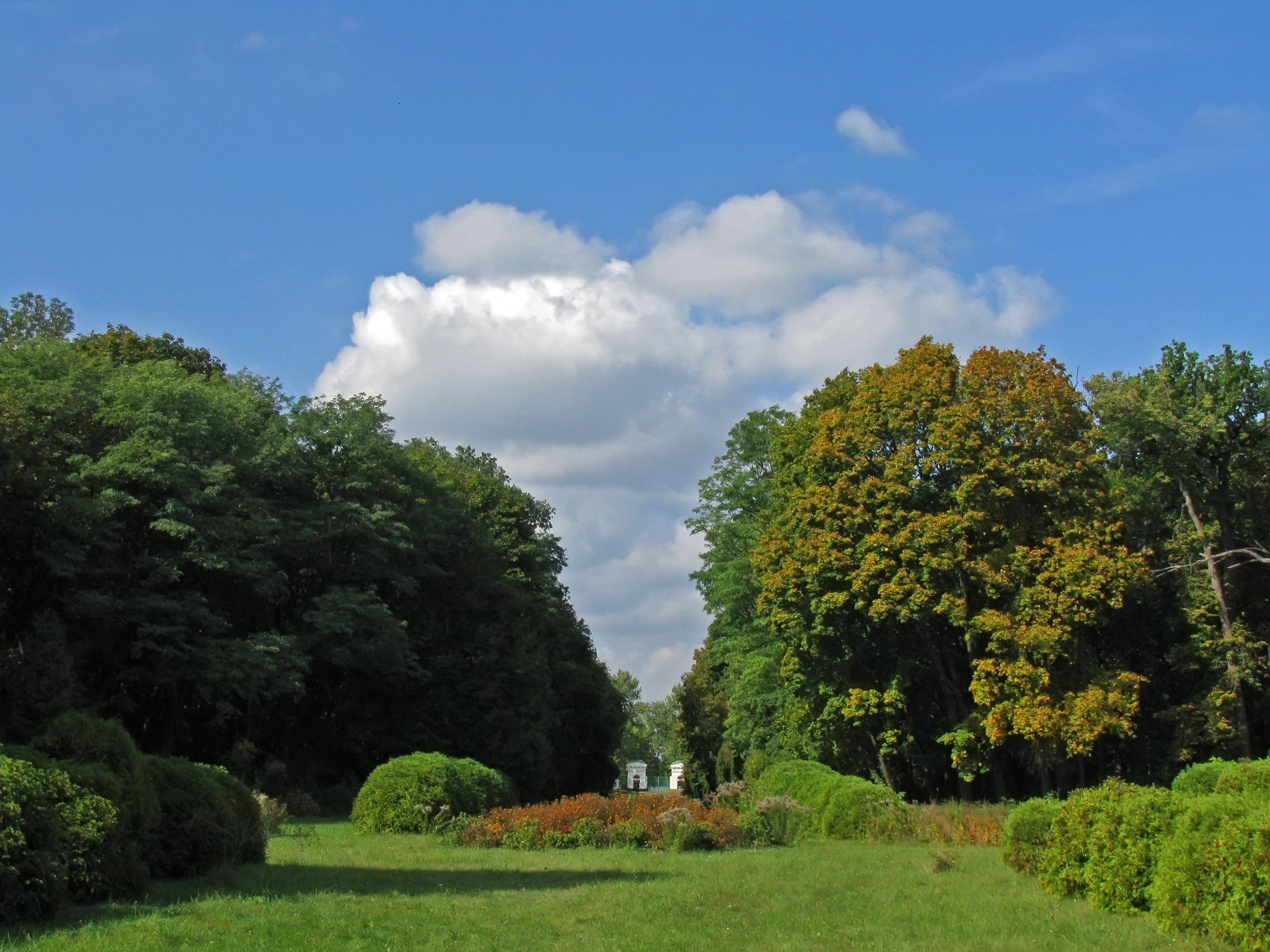
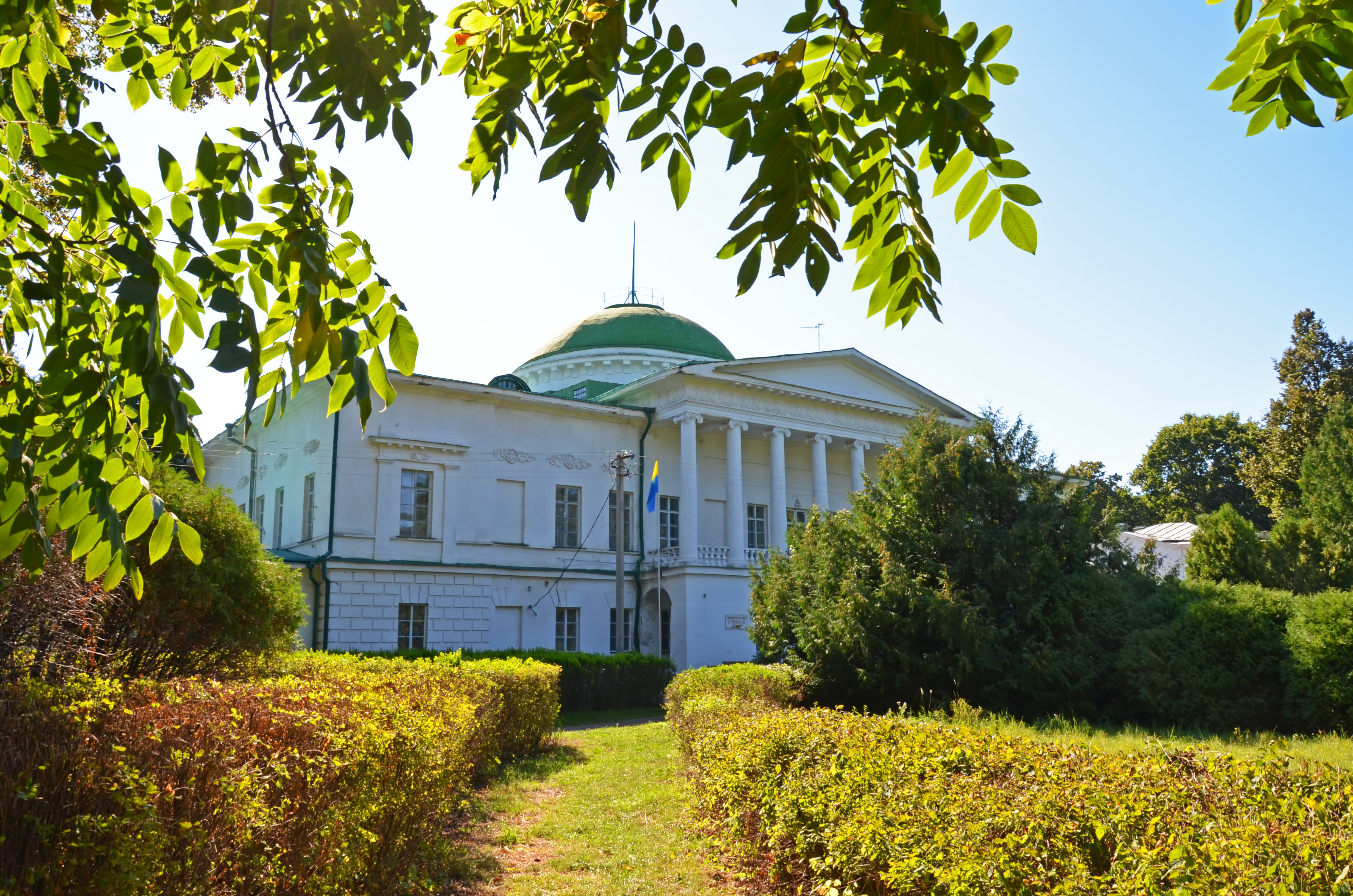

Тепер у парку зростає понад 40 порід дерев і кущів. Рослинність представлена такими деревними породами: дуб, береза, берест, липа, тополя біла, граб, клен гостролистий, модрина, ялина, сосна звичайна, сосна чорна, каштан. Чагарники найбільш представленітаволгою. Збереглися столітні платани і три дерева західного бука. «Шевченківський явір» — найстаріше дерево парку.